# Сражение при Пфаффенхофене
Сражение при Пфаффенхофене (нем. Schlacht bei Pfaffenhofen) — сражение, произошедшее 15 апреля 1745 года между французскими войсками под командованием генерала Анри де Сегюра и австрийскими войсками фельдмаршала Карла Баттьяни около городка Пфаффенхофен-ан-дер-Ильм в Верхней Баварии во время Войны за австрийское наследство.

## Перед сражением
В октябре 1744 года союзной франко-баварской армии скоординированными действиями с Пруссией удалось изгнать австрийцев из Баварии и восстановить на престоле Карла VII, курфюрста Баварии и императора Священной Римской империи. Однако через три месяца тот умер.
Его 18-летний сын и наследник Максимилиан III колебался между партией во главе со своей матерью Марией Австрийской и главнокомандующим армией Фридрихом Зекендорфом, выступающей за мир, и партией, во главе с министром иностранных дел генералом Игнацом фон Торрингом и французским посланником Шавиньи, выступающей за продолжение войны.
Эти колебания молодого наследника затормозили мирные переговоры. С целью оказать давление на Максимилиана III Мария Терезия приказывает австрийской армии начать новое наступление. Были взяты Амберг и Фильсхофен, баварская армия под командованием генерала Торринга и союзная франко-гессен-пфальцская армия были вынуждены отступать.
Торринг решил отвести союзные баварско-гессеские войска за реку Лех. Командующему французской армией генералу Анри де Сегюру не сообщили об этом маневре, и он стал ждать около незащищенного Пфаффенхофена подкреплений генерала Цастрова, шедших на соединение из Пфальца. Подкрепления прибыли 14 апреля. На следующий день Сегюр также решил отступить за реку Лех. Австрийцы, зная о слабости позиций французской армии, к этому времени уже достигли Пфаффенхофена с армией, численно превосходящей французскую.

## Ход сражения
Сначала австрийцы атаковали Пфаффенхофен, но были встречены огнём французов. Однако австрийцам, сражаясь за каждый дом, все же удалось взять город. Во время боя ожесточенные упорством противника, хорватские пандуры не брали в плен французских солдат.
Тем временем Сегюр поспешно взводил оборонительные позиции вокруг холма к западу от города. Но под давлением прибывавших новых австрийских частей из основной армии Баттьяни Сегюр был вынужден дважды отступать, чтобы избежать окружения. Услышав сигнал к общему отступлению, солдаты, прибывшие из Пфальца, запаниковали и бросились бежать. Сегюр с величайшим трудом предотвратил панику среди французских солдат. Отступающая армия, преследуемая по пятам пандурами и гусарами, понесла большие потери.
После того как французские и пфальцские войска в 18:00 переправились через реку Пар в Хоэнварте, австрийцы прекратили преследование. На следующий день в 11:00 измотанная союзная армия вышла к реке Лех и разбила лагерь. На следующее утро неожиданно появилась австрийская армия, и, бросив весь обоз, союзники переправились через реку Лех. Лишь сожжение моста предотвратило полную катастрофу.

## Результаты
На следующий день после сражения Торринг был отстранен от командования, и партия мира взяла вверх. Через неделю, Максимилиан III заключил мирный договор в Фюссене с Габсбургской монархией. Максимилиан III признал Прагматическую санкцию. Он также отказался от претензий своего отца на Богемию и императорскую корону и обещал поддержать на имперский престол кандидатуру мужа Марии Терезии, Франца I, который стал императором 13 сентября 1745 года.
Сражение при Пфаффенхофене ликвидировало Баварско-богемский театр военных действий и позволило австрийцам перебросить освободившиеся войска на другие направления: в Силезию, Италию и Австрийские Нидерланды.